# Признаки коммерческой тайны
Признаки коммерческой тайны — это признаки, которыми должна обладать информация, чтобы считаться коммерческой тайной.

## Основные признаки коммерческой тайны
- Коммерческая ценность информации и её неизвестность третьим лицам. Неизвестность третьим лицам означает, что информация не должна быть общеизвестна. Общеизвестная информация, даже если она имеет большую коммерческую ценность, в принципе не может считаться коммерческой тайной. Но бывают и исключения, например, такая информация будет считаться коммерческой тайной, если имеются знания, при использовании которых достигается большая экономическая выгода;

- Отсутствие доступа к информации на законном основании. В данном контексте под доступом понимается возможность получения сведений, составляющих коммерческую тайну, на основе законодательных или договорных норм для использования в целях, оговоренных в этих нормах. Существуют способы добровольного предоставления доступа к секретной информации, например, лицензионный договор, в рамках которого оформляются отношения между правообладателем (лицензиаром) и пользователем (лицензиатом). Так же, право на коммерческую информацию может передаваться по договору коммерческой концессии (франчайзинга). Так же, законным способом получение информации является обратная разработка, или «обратный инжиниринг» и получение информации из общедоступных источников (рекламных проспектов, публикаций в периодической печати, научных выступлений и т. п.). Возможность свободного доступа не всегда означает, что как только та или иная информация становится доступной для получения третьими лицами, она теряет статус коммерческой тайны.

- Меры по охране конфиденциальности информации. Невыполнение требования по охране конфиденциальности сводит на нет и первые два признака. Если информация не содержится в секрете, то она доступна, по крайней мере, доступ к ней существенно облегчен. Таким образом, перестает выполняться условие о том, что «к информации нет свободного доступа на законном основании». А если информация становится доступной, то она теряет и качество коммерческой ценности.

## Меры по поддержанию секретности информации
- Техническая защита — комплекс мероприятий и (или) услуг по защите её от несанкционированного доступа, в том числе и по техническим каналам, а также от специальных воздействий на неё в целях уничтожения, искажения или блокирования доступа к ней.
- Организационные меры — меры по ограничению доступа к секретной информации работников организации и третьих лиц.
- Юридические (правовые) меры — федеральное законодательство в сфере информационной безопасности и различные правовые акты.